# Joshua Prete
Joshua Lucas Prete Galloway (17 augustus 1991) is een Australisch wielrenner.

## Overwinningen
2012
1e etappe Ronde van Tsjechië (ploegentijdrit)
2014
Eindklassement Ronde van Hokkaido
2015
4e etappe New Zealand Cycle Classic

## Ploegen
- 2011 –  PSK Whirlpool-Author
- 2012 –  Whirlpool-Author
- 2013 –  Team Budget Forklifts (vanaf 1-9)
- 2014 –  Team Budget Forklifts

Anderson · Evans · Horgan · Juel · Kauffmann · Kerrison · Loft · McCarthy · Ockerby · Prete · Vink · Williams · Windsor · Wohler
Barry · Gough · Horgan · Kerrison · Nankervis · Prete · Roe · Simpson · Talbot · Vink · Williams · Witmitz · Wohler